# Loxosceles olmea
Loxosceles olmea är en spindelart som beskrevs av Willis J. Gertsch 1967. Loxosceles olmea ingår i släktet Loxosceles och familjen Sicariidae.
Artens utbredningsområde är Peru. Inga underarter finns listade i Catalogue of Life.